# Natasa Janics
Natasa Janics także Nataša Janić (ur. 24 czerwca 1982 w Bačkiej Palance), węgierska kajakarka. Dwukrotna złota medalistka olimpijska.
Jest z pochodzenia Serbką i w barwach Jugosławii brała udział w igrzyskach w Sydney, ale od 2001 roku reprezentuje Węgry. Jej ojciec Milan Janić jest medalistą olimpijskim z Los Angeles. W Atenach triumfowała na dystansie 500 metrów, w jedynce i dwójce. Startuje we wszystkich osadach, obecnie najczęściej pływa w parze z Katalin Kovács. Wielokrotnie stawała na podium mistrzostw świata, a w 2006 zdominowała imprezę sięgając po sześć złotych krążków (wspólnie z Kovács).

## Starty olimpijskie (medale)
Ateny 2004
- K-1 500 m, K-2 500 m -  złoto

Pekin 2008
- K-2 500 m -  złoto
- K-4 500 m -  srebro

Londyn 2012
- K-2 500 m -  srebro
- K-1 200 m -  brąz